# Tai ya
Le tai ya est une langue taï-kadaï, parlée dans le Yunnan en Chine.

## Répartition géographique
Le tai ya est parlé par plusieurs groupes de Dai dans le Xian autonome yi et dai de Xinping, ainsi qu'en Thaïlande, les Tai Ya, Tai Kha, Tai Sa et Tai Chung. Les Han les nomment « Dai à la taille colorée », en référence à leurs ceintures.

## Classification
Le tai ya appartient au sous-groupe des langues taï du Sud-Ouest, rattaché aux langues taï au sein de la famille taï-kadaï.

## Phonologie
Les tableaux présentent les phonèmes du tai la (傣垃话 Dǎilāhuà), un dialecte tai ya  parlé en Chine dans le canton de Honghe (红河乡), situé dans le xian autonome hani, yi et dai de Yuanjiang, dans le Yunnan.

### Voyelles
Les voyelles sont : 
|         | Antérieure  | Centrale | Postérieure |
| ------- | ----------- | -------- | ----------- |
| Fermée  | i [i]       |          | ɯ [ɯ] u [u] |
| Moyenne | e [e]       | ə [ə]    | o [o]       |
| Ouverte | ɛ [ɛ] a [a] |          | ɔ [ɔ]       |

### Consonnes
les consonnes sont :
|               |               | Bilabiales | Alvéolaires | Alvéolaires | Alv.-p. | Dorsales | Dorsales | Glottales |
| ------------- | ------------- | ---------- | ----------- | ----------- | ------- | -------- | -------- | --------- |
| Centrales     | Latérales     | Bilabiales | Palatales   | Vélaires    | Alv.-p. |          |          | Glottales |
| Occlusives    | Sourdes       | p [p]      | t [t]       |             |         |          | k [k]    | ʔ [ʔ]     |
| Occlusives    | Aspirées      | ph [pʰ]    | th [tʰ]     |             |         |          | kh [kʰ]  |           |
| Occlusives    | Palatalisées  | pj [pʲ]    | tj [tʲ]     |             |         |          |          |           |
| Occlusives    | Aspirées      | phj [pʲʰ]  |             |             |         |          |          |           |
| Occlusives    | Labialisées   |            |             |             |         |          | kw [kʷ]  |           |
| Fricatives    | Sourdes       | f [f]      |             |             | ɕ [ɕ]   |          | x [x]    | h [h]     |
| Fricatives    | Labialisées   |            |             |             |         |          | xw [xʷ]  |           |
| Fricatives    | Sonores       | v [v]      |             |             |         |          |          |           |
| Fricatives    | Palatalisées  | vj [vʲ]    |             |             |         |          |          |           |
| Affriquées    | Sourdes       |            | ts [t͡s]     |             |         |          |          |           |
| Affriquées    | Aspirées      |            | tsh [t͡sʰ]   |             |         |          |          |           |
| Liquides      | Sonores       |            |             | l [l]       | ɬ [ɬ]   |          |          |           |
| Liquides      | Palatalisées  |            |             | lj [lʲ]     |         |          |          |           |
| Nasales       | Sonores       | m [m]      | n [n]       |             | ɲ [ɲ]   |          | ŋ [ŋ]    |           |
| Nasales       | Palatalisées  | mj [mʲ]    |             |             |         |          |          |           |
| Semi-voyelles | Semi-voyelles |            |             |             |         | j [j]    |          |           |

### Tons
Le tai ya de Yuanjiang est une langue tonale, avec 10 tons. Les tons 7 à 10 n'apparaissent qu'avec les syllabes fermées se terminant par les consonnes p, t et k.
| Ton | Valeur | Exemple  | Traduction                |
| --- | ------ | -------- | ------------------------- |
| 1   | 22     | haŋ22    | longtemps, de longue date |
| 2   | 54     | na54     | champ                     |
| 3   | 213    | faːŋ213  | millet                    |
| 4   | 32     | nam32    | eau                       |
| 5   | 35     | phjaːɯ35 | front                     |
| 6   | 44     | laːɯ44   | tirer (mouvement)         |
| 7   | 213    | lap213   | éteindre                  |
| 8   | 32     | mɔt32    | fourmi                    |
| 9   | 35     | ɬap35    | cafard                    |
| 10  | 44     | mɔt44    | ver                       |

## Sources
- (en) Kirk R. Person, Yang Wenxue, The Tones of Tai Ya, dans Wilaiwan Khanittanan et Paul Sidwell (éditeurs), SEALS XIII Volume 2 Papers from the 14th annual meeting of the Southeast Asian Linguistics Society 2004, pp. 13-22, Canberra, Pacific Linguistics, Research School of Pacific and Asian Studies, The Australian National University.
- (zh) Liang Min, Zhang Junru, 1996, 侗台语族概论 - Dòngtáiyǔzú gàilùn, Pékin, Zhōngguó shèhuì kēxué chūbǎnshè  (ISBN 7-5004-1681-4)